# Sicut aquila
Le Sicut Aquila (en latin Tel l'aigle) est le nom porté par l'insigne des fusiliers-commandos (FUSCO) et le Commandement des forces de protection et de sécurité de l'Armée de l'air française.

En latin, "Sicut Aquila" ("Tel l'aigle")

## Origine de l'insigne
Le commandant Coulet est à l'origine de l'insigne de poitrine, le "Sicut aquila", pour lequel il s'inspira des insignes du béret des parachutistes polonais.

## Définition héraldique
Insigne en métal argenté et ajouré, aigle fondant sur sa proie, brochant sur un carré portant la devise « Sicut aquila ».
Cette devise latine, volontairement sobre, reste suffisamment explicative de la symbolique. Le cadre sur lequel se tient l'aigle n'a pas de signification particulière : il supporte la devise et renforce l'allure de l'insigne.
L'insigne sera homologué le 27 octobre 1956 sous le numéro A 690. 